# Valsbøl Kirke
Valsbøl Kirke er en landsbykirke i romansk stil, beliggende syd for den dansk-tyske grænse på en lille bakke i det sydvestlige Valsbøl i Sydslesvig i den nordtyske delstat Slesvig-Holsten. Kirken er viet til Sankt Kristoffer. Valsbøl Kirke er sognekirke i Valsbøl Sogn.
Kirken er opført i 1100-tallet af kampesten. Kirken var i begyndelsen anner til Medelby Kirke. Koret fik i senmiddelalderen en sengotisk hvælving, medens skibet beholdt sit bjælkeloft. Skibet blev i 1868 udvidet mod vest. Af interiøret kan bl.a. nævnes granitdøbefonten fra opførelsestiden. Fra før-reformatorisk tid er ligedels fire egetræskulpturer. Den barokke altertavle fra 1730 viser den sidste nadver. I stedet for kirketårn råder kirken over en fritstående klokkestabel.
Kirken nævnes i et lokalt folkesagn, som omhandler to kæmper, som var i færd med at bygge kirkerne i Medelby og Store Vi. Da de kun havde en hammer, kastede de den skiftevis til hinanden. Derved kom de til at beskadige Valsbøl Kirke. I årene før den 2. Slesvigske krig var kirkesproget blandet dansk-tysk. Menigheden hører nu under den nordtyske lutherske kirke.
- Kirkegård med klokkestabel
- Den sydlige kirkgårdsport